# Puccinellia
Puccinellia
Genre
Puccinellia est un genre de plantes monocotylédones de la famille des Poaceae (graminée), sous-famille des Pooideae, originaire des régions tempérées de l'hémisphère nord, qui comprend environ 80 espèces.
Ce sont des plantes herbacées, annuelles ou vivaces, halophytes, présentes dans les prés salés ou herbus. Leur absence est parfois utilisée comme indicateur de la santé d'un herbu, notamment pour détecter un problème de pâturage excessif.[réf. nécessaire]

## Liste d'espèces
Selon ITIS :
- Puccinellia agrostidea Sorensen
- Puccinellia ambigua Sorensen
- Puccinellia americana Sorensen
- Puccinellia andersonii Swallen
- Puccinellia angustata (R. Br.) Rand & Redf.
- Puccinellia arctica (Hook.) Fern. & Weatherby
- Puccinellia bruggemannii Sorensen
- Puccinellia deschampsioides Sorensen
- Puccinellia distans (Jacq.) Parl.
- Puccinellia fasciculata (Torr.) Bickn.
- Puccinellia groenlandica Sorensen
- Puccinellia howellii J.I. Davis
- Puccinellia hultenii Swallen
- Puccinellia interior Sorensen
- Puccinellia kamtschatica Holmb.
- Puccinellia kurilensis (Takeda) Honda
- Puccinellia laurentiana Fern. & Weatherby
- Puccinellia lemmonii (Vasey) Scribn.
- Puccinellia lucida Fern. & Weatherby
- Puccinellia macra Fern. & Weatherby
- Puccinellia maritima (Huds.) Parl.
- Puccinellia nutkaensis (J. Presl) Fern. & Weatherby
- Puccinellia nuttalliana (J.A. Schultes) A.S. Hitchc.
- Puccinellia parishii A.S. Hitchc.
- Puccinellia phryganodes (Trin.) Scribn. & Merr.
- Puccinellia poacea Sorensen
- Puccinellia porsildii Sorensen
- Puccinellia pumila (Vasey) A.S. Hitchc.
- Puccinellia rosenkrantzii Sorensen
- Puccinellia rupestris (With.) Fern. & Weatherby
- Puccinellia simplex Scribn.
- Puccinellia sublaevis (Holmb.) Tzvelev
- Puccinellia tenella (Lange) Holmb.
- Puccinellia vaginata (Lange) Fern. & Weatherby
- Puccinellia vahliana (Liebm.) Scribn. & Merr.
- Puccinellia wrightii (Scribn. & Merr.) Tzvelev